# Veronica Cartwright
Veronica A. Cartwright (Bristol, 1949. április 20. –) brit születésű amerikai színésznő.
Pályafutása során mozifilmekben és televíziós sorozatokban is feltűnt. Legemlékezetesebb alakításait sci-fi és horror műfajú filmekben nyújtotta. Gyermekszínészként szerepelt A gyerekek órája (1961) és a Madarak (1963) című filmekben.
Felnőtt színészként leginkább A testrablók támadása (1978) és a A nyolcadik utas: a Halál (1979) című scifi-horrorfilmekből ismert. Utóbbiért Szaturnusz-díjat nyert legjobb női mellékszereplő kategóriában. Az 1987-es Az eastwicki boszorkányokért szintén jelölték ugyanerre a díjra. Az 1990-es évek során televíziós vendégszerepléseiért három Primetime Emmy-jelölést is kapott.
Húga, Angela Cartwright szintén színésznő.

## Élete és munkássága

### Gyermekkora és fiatalkori pályafutása
Bristolban született, majd családjával együtt az Amerikai Egyesült Államokba emigráltak.
Először modellkedéssel foglalkozott és reklámokban szerepelt, majd 1958-ban az In Love and War című filmdrámában kapta meg első filmes szerepét. Gyermekszínészként A gyerekek órája (1961) és Alfred Hitchcock 1963-as Madarak című horrorfilmjében is feltűnt. A filmezés mellett az 1960-as években sorozatokban is látható volt A Leave It to Beaver című szituációs komédiában több alkalommal, az Alkonyzónában egy epizódban vállalt szerepléseket (utóbbiban 1962-ben, az I Sing the Body Electric című részben). A Daniel Boone című sorozat első két évadjában, 1964 és 1966 között Jemima Boone-t alakította (az általa játszott szereplőt magyarázat nélkül kiírták a történetből).

### Felnőtt színészként
Az 1970-es években, immár felnőtt színészként  A testrablók támadása (1978) és A nyolcadik utas: a Halál (1979) című filmekkel vált elismertté.
Utóbbiban eredetileg a főhősnő Ellen Ripley szerepére jelentkezett és a forgatás kezdetéig abban a tudatban volt, hogy meg is nyerte azt. A rendező, Ridley Scott azonban az utolsó pillanatban Sigourney Weavernek adta a főszerepet, Cartwright pedig a mellékszereplő Lambert navigátort játszhatta el. A filmmel kapcsolatos további érdekesség, hogy a filmtörténet szempontjából emlékezetessé váló jelenetben, melyben a John Hurt által alakított szereplő mellkasából kirobban az újszülött idegen, a meglepetés ereje és a jelenet véressége miatt Cartwright rémült reakciója valós volt. Bár a színésznő társaival együtt nagyjából tisztában volt a jelenet tartalmával, annak részleteibe nem avatták be. Hasonló történt A testrablók támadása legutolsó jelenetében is, ahol Philip Kaufman rendező előzetesen nem árulta el neki a rémisztő jelenet végkimenetelét. Cartwright a A nyolcadik utas: a Halál című filmben bemutatott alakításáért Szaturnusz-díjat nyert legjobb női mellékszereplő kategóriában.
További filmjei közé tartozik a Feliratok (1975), az Irány délre! (1978), Az igazak (1983), a Gyermek az időben (1986), az 1987-es Az eastwicki boszorkányok (mellyel újabb Szaturnusz-jelölést szerzett legjobb női mellékszereplőként), a Pénz beszél (1997), a Horrorra akadva 2. (2001) és a Kinsey (2004). 2007-ben a Invázió című horrorfilmben szerepelt, mely a Testrablók támadása feldolgozása.
A filmezés mellett számos televíziós sorozatban is vendégszerepeket vállalt. Többek között feltűnt a Miami Vice, a Baywatch, a Chicago Hope Kórház, a Will és Grace, az Angyali érintés, az Amynek ítélve, a Sírhant művek, A főnök és az Esküdt ellenségek: Különleges ügyosztály epizódjaiban. Vendégszerepléseiért három egymást követő évben Primetime Emmy-jelölést kapott legjobb női vendégszereplő (televíziós drámasorozat) kategóriában: 1997-ben a Vészhelyzet, míg 1998-ban és 1999-ben az X-akták című sorozatban nyújtott alakításaiért – utóbbiban a Cigarettázó Férfi volt feleségét, a földönkívüliek által elrabolt Cassandra Spendert személyesítette meg.

### Egyéb tevékenységek
2006-ban rákerült a Scissor Sisters együttes "I Don't Feel Like Dancin'" című kislemezének borítójára, valamint a Ta-Dah albumra is. A nyolcadik utas: a Halál című filmen alapuló, 2014-es Alien: Isolation című videójáték letölthető küldetéseiben egykori színésztársaival együtt szerepet vállalt és ismét Lambertet formálta meg. A 2015-ös Fallout 4-ben több szereplő hangjaként is hallható.

## Magánélete
Háromszor házasodott, első férje 1968 és 1972 között Richard Gates volt, házasságuk válással végződött. Második férjétől, Stanley Goldsteintől szintén elvált, ez a házasság 1976-tól 1980-ig tartott. Harmadik férje az amerikai színész, rendező és forgatókönyvíró Richard Compton volt. 1982-ben kötött házasságuk 2007-ig, Compton haláláig tartott. Egy fiúgyermekük született, Dakota.

## Filmográfia

### Film
| Év   | Magyar cím                          | Eredeti cím                     | Szerep                  | Magyar hang        |
| ---- | ----------------------------------- | ------------------------------- | ----------------------- | ------------------ |
| 1958 |                                     | In Love and War                 | Allie O'Neill           |                    |
| 1961 | A gyerekek órája (Végzetes rágalom) | The Children's Hour             | Rosalie Wells           |                    |
| 1963 | Madarak                             | The Birds                       | Cathy Brenner           | Marton Lívia       |
| 1963 | Spencer hegye                       | Spencer's Mountain              | Becky Spencer           |                    |
| 1963 |                                     | One Man's Way                   | Mary                    |                    |
| 1975 | Feliratok                           | Inserts                         | Harlene                 |                    |
| 1978 |                                     | The Kid from Not-So-Big         | Corinne                 |                    |
| 1978 | Irány délre!                        | Goin' South                     | Hermine                 | Bodor Böbe         |
| 1978 | A testrablók támadása               | Invasion of the Body Snatchers  | Nancy Bellicec          | Bíró Kriszta       |
| 1979 | A nyolcadik utas: a Halál           | Alien                           | Joan Lambert            | Jani Ildikó        |
| 1979 | A nyolcadik utas: a Halál           | Alien                           | Joan Lambert            | Vándor Éva         |
| 1983 | Rémálmok                            | Nightmares                      | Claire Houston          |                    |
| 1983 | Az igazak                           | The Right Stuff                 | Betty Grissom           |                    |
| 1985 | Mi van, haver?                      | My Man Adam                     | Elaine Swit             |                    |
| 1986 | Gyermek az időben                   | Flight of the Navigator         | Helen Freeman           | Csere Ágnes        |
| 1986 | Bölcsesség                          | Wisdom                          | Samantha Wisdom         |                    |
| 1987 | Az eastwicki boszorkányok           | The Witches of Eastwick         | Felicia Alden           | Kútvölgyi Erzsébet |
| 1989 |                                     | Valentino Returns               | Patricia 'Pat' Gibbs    |                    |
| 1990 |                                     | False Identity                  | Vera Errickson          |                    |
| 1992 | Zűrös manus                         | Man Trouble                     | Helen Dextra            | Jani Ildikó        |
| 1994 |                                     | Two Over Easy (rövidfilm)       | Molly                   |                    |
| 1994 |                                     | Mirror, Mirror 2: Raven Dance   | Aja nővér               |                    |
| 1994 |                                     | On Hope (rövidfilm)             | nő az élelmiszerboltban |                    |
| 1995 | Kampókéz 2.                         | Candyman: Farewell to the Flesh | Octavia Tarrant         | Menszátor Magdolna |
| 1996 |                                     | Shoot the Moon                  | Mrs. Thomas             |                    |
| 1997 | Pénz beszél                         | Money Talks                     | Connie Cipriani         | Tóth Judit         |
| 1997 | Pénz beszél                         | Money Talks                     | Connie Cipriani         | Halász Aranka      |
| 1997 | Csillagszóró                        | Sparkler                        | Dottie Delgato          |                    |
| 1998 |                                     | My Engagement Party             | Sarah Salsburg          |                    |
| 1999 |                                     | A Slipping-Down Life            | Mrs. Casey              |                    |
| 1999 |                                     | Trash                           | Evans igazgató          |                    |
| 2001 | A hálószobában                      | In the Bedroom                  | miniszter a tévében     |                    |
| 2001 |                                     | Critic's Choice (rövidfilm)     | Watkins                 |                    |
| 2001 | Horrorra akadva 2.                  | Scary Movie 2                   | anya                    | Tóth Judit         |
| 2002 |                                     | Mackenheim (rövidfilm)          | Eleanor                 |                    |
| 2003 | Szakítópróba                        | Just Married                    | Mrs. 'Pussy' McNerney   | Molnár Zsuzsa      |
| 2004 | Függőség                            | Twisted                         | főbérlőnő               |                    |
| 2004 |                                     | Straight-Jacket                 | Jerry Albrecht          |                    |
| 2004 | Kinsey                              | Kinsey                          | Sara Kinsey             |                    |
| 2005 |                                     | Barry Dingle                    | Eleanor Dingle          |                    |
| 2007 |                                     | Mommy's House (rövidfilm)       | anya                    |                    |
| 2007 | Invázió                             | The Invasion                    | Wendy Lenk              |                    |
| 2009 |                                     | Call of the Wild                | Taylor seriff           |                    |
| 2010 |                                     | Neowolf                         | Mrs. Belakov            |                    |
| 2011 |                                     | Montana Amazon                  | Margaret                |                    |
| 2011 |                                     | InSight                         | Patricia                |                    |
| 2012 |                                     | The Yellow Wallpaper            | Catherine Sayer         |                    |
| 2012 |                                     | Adventures of the Dunderheads   | Margaret                |                    |
| 2013 |                                     | The Odd Way Home                | Francine                |                    |
| 2014 | Rettegés alkonyat után              | The Town That Dreaded Sundown   | Lillian                 | Menszátor Magdolna |
| 2020 |                                     | Breaking Fast                   | Judy                    |                    |

### Televízió

#### Tévéfilm
| Év   | Magyar cím                       | Eredeti cím                                       | Szerep                   | Magyar hang    |
| ---- | -------------------------------- | ------------------------------------------------- | ------------------------ | -------------- |
| 1964 |                                  | Tell Me Not in Mournful Numbers                   | ismeretlen szerep        |                |
| 1965 |                                  | Who Has Seen the Wind?                            | Kiri Radek               |                |
| 1976 | Berenice levágatja a haját       | Bernice Bobs Her Hair                             | Marjorie                 | Somorjay Emese |
| 1980 |                                  | Guyana Tragedy: The Story of Jim Jones            | Marceline 'Marcy' Jones  |                |
| 1981 | Joe Dancer: A nagy fekete pirula | The Big Black Pill                                | Theresa nővér            |                |
| 1982 | A gyanú hálójában                | Prime Suspect                                     | Janice Staplin           |                |
| 1986 |                                  | Intimate Encounters                               | Emily                    |                |
| 1989 | Őrjítő szerelem                  | Desperate for Love                                | Betty Petrie             | Koffler Gizi   |
| 1990 | Könnyű álmok ígérete             | A Son's Promise                                   | Dorothy Donaldson        |                |
| 1990 |                                  | Hitler's Daughter                                 | Patricia Benedict        |                |
| 1991 |                                  | Dead in the Water                                 | Victoria Haines          |                |
| 1993 | Nyomozás magánügyben             | It's Nothing Personal                             | Barbara                  |                |
| 1993 | Az Andrew hurrikán               | Triumph Over Disaster: The Hurricane Andrew Story | Carla Hulin              |                |
| 1994 |                                  | Dead Air                                          | The Caller               |                |
| 1995 | Közel a gyilkoshoz               | My Brother's Keeper                               | Pat                      |                |
| 1996 | Lottó                            | The Lottery                                       | Maggie Dunbar            |                |
| 1997 |                                  | Quicksilver Highway                               | Myra                     |                |
| 1998 | Sztárok egy csapatban            | The Rat Pack                                      | Rocky Cooper             |                |
| 1999 | Az utolsó férfi a Földön         | The Last Man on Planet Earth                      | Elizabeth Riggs igazgató | Antal Olga     |
| 2001 | Az Osmond sztori                 | Inside the Osmonds                                | Olive Osmond             |                |
| 2013 |                                  | Non-Stop                                          | Rose                     |                |
| 2017 |                                  | Mommy, I Didn't Do It                             | Tannin bíró              |                |

#### Sorozat
| Év        | Magyar cím                               | Eredeti cím                        | Szerep                              | Megjegyzések                                        |
| --------- | ---------------------------------------- | ---------------------------------- | ----------------------------------- | --------------------------------------------------- |
| 1959      |                                          | Zane Grey Theater                  | Sarah Butler                        | 1 epizód                                            |
| 1959–1961 |                                          | Make Room for Daddy                | lány színdarabban / Veronica        | 2 epizód                                            |
| 1959–1963 |                                          | Leave It to Beaver                 | Violet Rutherford / Peggy MacIntosh | 4 epizód                                            |
| 1960      |                                          | Alcoa Presents: One Step Beyond    | Gillian                             | 1 epizód                                            |
| 1960      |                                          | The Betty Hutton Show              | hamis árvaházi gyermek              | 1 epizód                                            |
| 1960–1961 | Alfred Hitchcock bemutatja               | Alfred Hitchcock Presents          | Judy Davidson                       | 2 epizód                                            |
| 1962      |                                          | Route 66                           | kilencéves Miriam                   | 1 epizód                                            |
| 1962      | Alkonyzóna                               | The Twilight Zone                  | tizenegy éves Anne Rogers           | 1 epizód                                            |
| 1963      |                                          | The Eleventh Hour                  | Judith Cameron / Jan Ellendale      | 2 epizód                                            |
| 1964–1966 |                                          | Daniel Boone                       | Jemima Boone                        | 36 epizód                                           |
| 1965      |                                          | Dr. Kildare                        | Nancy Hiller                        | 1 epizód                                            |
| 1968      |                                          | Mannix                             | Mrs. Goldberg                       | 1 epizód                                            |
| 1968      |                                          | The Name of the Game               | Nancy Robins                        | 1 epizód                                            |
| 1969      |                                          | Family Affair                      | Jo-Ann                              | 1 epizód                                            |
| 1969      |                                          | Dragnet 1967                       | Melissa Stevens                     | 1 epizód                                            |
| 1969      |                                          | Mod Squad                          | Gail Whitney                        | 1 epizód                                            |
| 1970      |                                          | Death Valley Days                  | Carrie Dalton                       | 1 epizód                                            |
| 1970      |                                          | The Bold Ones: The Lawyers         | Mary                                | 1 epizód                                            |
| 1970      |                                          | Then Came Bronson                  | Petey Traine                        | 1 epizód                                            |
| 1970      |                                          | My Three Sons                      | Ruth Fletcher                       | 1 epizód                                            |
| 1973      |                                          | Here We Go Again                   | Nancy                               | 1 epizód                                            |
| 1976      |                                          | Serpico                            | Lucy                                | 1 epizód                                            |
| 1985      |                                          | Still the Beaver                   | Violet Rutherford                   | 1 epizód                                            |
| 1985      |                                          | Robert Kennedy & His Times         | Ethel Skakel Kennedy                | minisorozat                                         |
| 1987      | Miami Vice                               | Miami Vice                         | társasági úrhölgy                   | 1 epizód                                            |
| 1988      |                                          | Tanner '88                         | Molly Hark                          | 10 epizód                                           |
| 1989      | Baywatch                                 | Baywatch                           | Mrs. Harris                         | 1 epizód                                            |
| 1989–1992 |                                          | L.A. Law                           | Margaret Flanagan                   | 9 epizód                                            |
| 1991      |                                          | CBS Schoolbreak Special            | Caroline Morris                     | 1 epizód                                            |
| 1996      |                                          | American Gothic                    | Angela                              | 1 epizód                                            |
| 1996      | Sliders                                  | Sliders                            | The Flame (hangja)                  | - 1 epizód - magyar hangja: - Soproni Ági           |
| 1997      | Vészhelyzet                              | ER                                 | Norma Houston                       | 2 epizód                                            |
| 1997      |                                          | Boston Common                      | Betty                               | 1 epizód                                            |
| 1997–1998 |                                          | George & Leo                       | Anna                                | 2 epizód                                            |
| 1998–1999 | X-akták                                  | The X-Files                        | Cassandra Spender                   | 4 epizód                                            |
| 1999      | Chicago Hope Kórház                      | Chicago Hope                       | Karen Flanders                      | 1 epizód                                            |
| 1999      | Will és Grace                            | Will & Grace                       | Judith McFarland                    | 1 epizód                                            |
| 2001      | Angyali érintés                          | Touched by an Angel                | Shirlee Gibbons                     | 1 epizód                                            |
| 2002      | Családjogi esetek                        | Family Law                         | Norma Benson                        | 1 epizód                                            |
| 2002      | Amynek ítélve                            | Judging Amy                        | Dorothea Mitchell                   | 1 epizód                                            |
| 2003–2005 | Nyomtalanul                              | Without a Trace                    | Mrs. Beckworth / Susan              | 2 epizód                                            |
| 2004      | Dr. Vegas – A szerencsedoki              | Dr. Vegas                          | Evelyn                              | 1 epizód                                            |
| 2004–2005 | Sírhant művek                            | Six Feet Under                     | Peg Kimmel                          | 3 epizód                                            |
| 2005      | A főnök                                  | The Closer                         | Vera Mathers                        | 1 epizód                                            |
| 2005      | Esküdt ellenségek: Különleges ügyosztály | Law & Order: Special Victims Unit  | Virginia Kennison                   | 1 epizód                                            |
| 2005      | Kés/Alatt                                | Nip/Tuck                           | Mary Claire nővér                   | 1 epizód                                            |
| 2005–2006 | Rejtélyek városa                         | Invasion                           | Valerie Shenkman                    | 5 epizód                                            |
| 2006      | Boston Legal – Jogi játszmák             | Boston Legal                       | Peggy Zeder bíró                    | 1 epizód                                            |
| 2006      | Döglött akták                            | Cold Case                          | Mary Ryan                           | 1 epizód                                            |
| 2006      | CSI: A helyszínelők                      | CSI: Crime Scene Investigation     | Diane Chase                         | 1 epizód                                            |
| 2006      | Hetedik mennyország                      | 7th Heaven                         | Ms. Fitzhenry                       | 1 epizód                                            |
| 2006–2007 | Kilenc túsz                              | The Nine                           | Barbara Dalton                      | 3 epizód                                            |
| 2007      |                                          | October Road                       | Lynn Farmer                         | 1 epizód                                            |
| 2009      | Eastwicki boszorkák                      | Eastwick                           | Bun Waverly                         | 11 epizód                                           |
| 2010      | Haláli testcsere                         | Drop Dead Diva                     | Marian Porter                       | 1 epizód                                            |
| 2010      |                                          | Memphis Beat                       | Miranda                             | 1 epizód                                            |
| 2010–2012 | Kick Buttowski: A külvárosi fenegyerek   | Kick Buttowski: Suburban Daredevil | Ms. Dominic (hangja)                | 3 epizód                                            |
| 2012      | Bosszú                                   | Revenge                            | Elizabeth Blackwell bíró            | 2 epizód                                            |
| 2014      | Feltámadtak                              | Resurrection                       | Helen Edgerton                      | 6 epizód                                            |
| 2015      | Harry Bosch – A nyomozó                  | Bosch                              | Irene Saxon                         | 4 epizód                                            |
| 2016      | A Lármás család                          | The Loud House                     | Sue (hangja)                        | 1 epizód                                            |
| 2016      | Gyilkos elmék                            | Criminal Minds                     | Flora Martin                        | 1 epizód                                            |
| 2018      | Odaát                                    | Supernatural                       | Lily Sunder                         | 1 epizód                                            |
| 2019      | Sabrina hátborzongató kalandjai          | Chilling Adventures of Sabrina     | Mrs. McGarvey                       | 1 epizód                                            |
| 2019      |                                          | General Hospital                   | Sibley Gamble                       | 1 epizód                                            |
| 2021      | Doktor Murphy                            | The Good Doctor                    | Maxine Stanley                      | 1 epizód                                            |
| 2021      | A Rezidens                               | The Resident                       | Celeste Crisforth                   | 1 epizód                                            |
| 2023      | Gotham lovagjai                          | Gotham Knights                     | Eunice Harmon                       | - 2 epizód - magyar hangja:[forrás?] - Pálos Zsuzsa |
| 2024      | Beépített öregúr                         | A Man on the Inside                | Beverley Bankl                      | - 5 epizód - magyar hangja: - Solecki Janka         |

### Videójátékok
| Év   | Cím              | Szerep                                          |
| ---- | ---------------- | ----------------------------------------------- |
| 2014 | Alien: Isolation | Lambert                                         |
| 2015 | Fallout 4        | Trashcan Carla / Doc Anderson / Hudson igazgató |

## Díjak és jelölések
| Év   | Díj                | Kategória                              | Jelölt mű                 | Eredmény |
| ---- | ------------------ | -------------------------------------- | ------------------------- | -------- |
| 1979 | Szaturnusz-díj     | legjobb női mellékszereplő             | A nyolcadik utas: a Halál | Elnyerte |
| 1987 | Szaturnusz-díj     | legjobb női mellékszereplő             | Az eastwicki boszorkányok | Jelölve  |
| 1996 | Primetime Emmy-díj | legjobb vendégszínésznő (drámasorozat) | Vészhelyzet               | Jelölve  |
| 1997 | Primetime Emmy-díj | legjobb vendégszínésznő (drámasorozat) | X-akták                   | Jelölve  |
| 1998 | Primetime Emmy-díj | legjobb vendégszínésznő (drámasorozat) | X-akták                   | Jelölve  |

## Fordítás
- Ez a szócikk részben vagy egészben  a   Veronica Cartwright című angol Wikipédia-szócikk ezen változatának fordításán alapul.  Az eredeti cikk szerkesztőit annak laptörténete sorolja fel. Ez a jelzés csupán a megfogalmazás eredetét és a szerzői jogokat jelzi, nem szolgál a cikkben szereplő információk forrásmegjelöléseként.